# South-Cuyama-Ölfeld

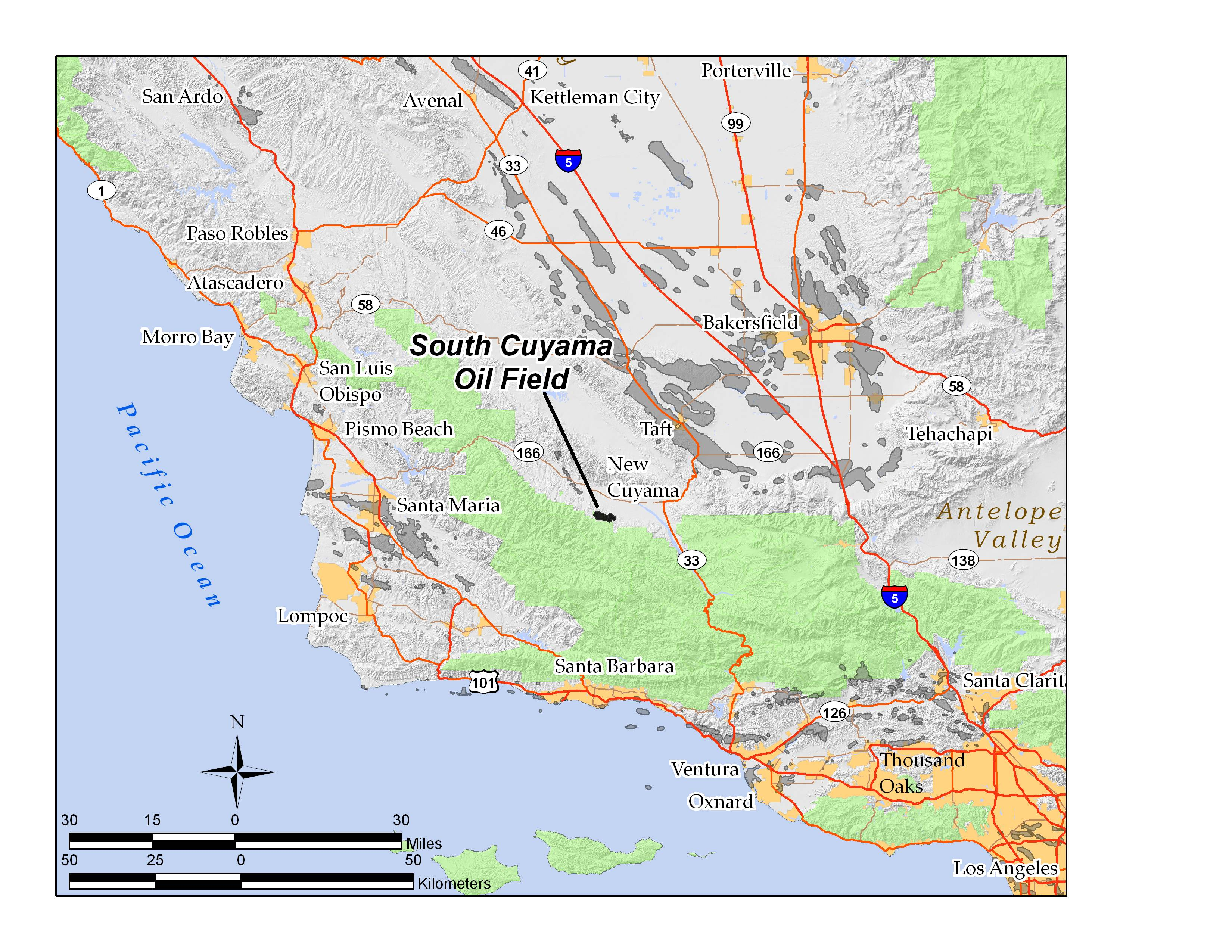
South-Cuyama-Ölfeld im Santa Barbara County, Kalifornien. Andere Ölfelder in der Umgebung sind grau gekennzeichnet.

Das South-Cuyama-Ölfeld ist ein ausgedehntes Abbaugebiet für Erdöl und Erdgas im Cuyama Valley und den benachbarten Ausläufern der Sierra Madre Mountains im nordöstlichen Santa Barbara County in Kalifornien. Es wurde 1949 entdeckt und seitdem wurden hier insgesamt 225 Millionen Barrel Erdöl gefördert. In Kalifornien liegt es damit an 27. Stelle. Nach den Schätzungen des California Department of Oil, Gas, and Geothermal Resources (DOGGR) sind nur noch zwei Prozent des ursprünglichen Vorkommens noch nicht gefördert, etwa 4,6 Millionen Barrel. Von den vierzig ergiebigsten Ölfeldern in Kalifornien handelt es sich bei South Cuyama um das zuletzt entdeckte. 2006 waren jedoch nur noch 84 Bohrlöcher in Betrieb.

## Lage

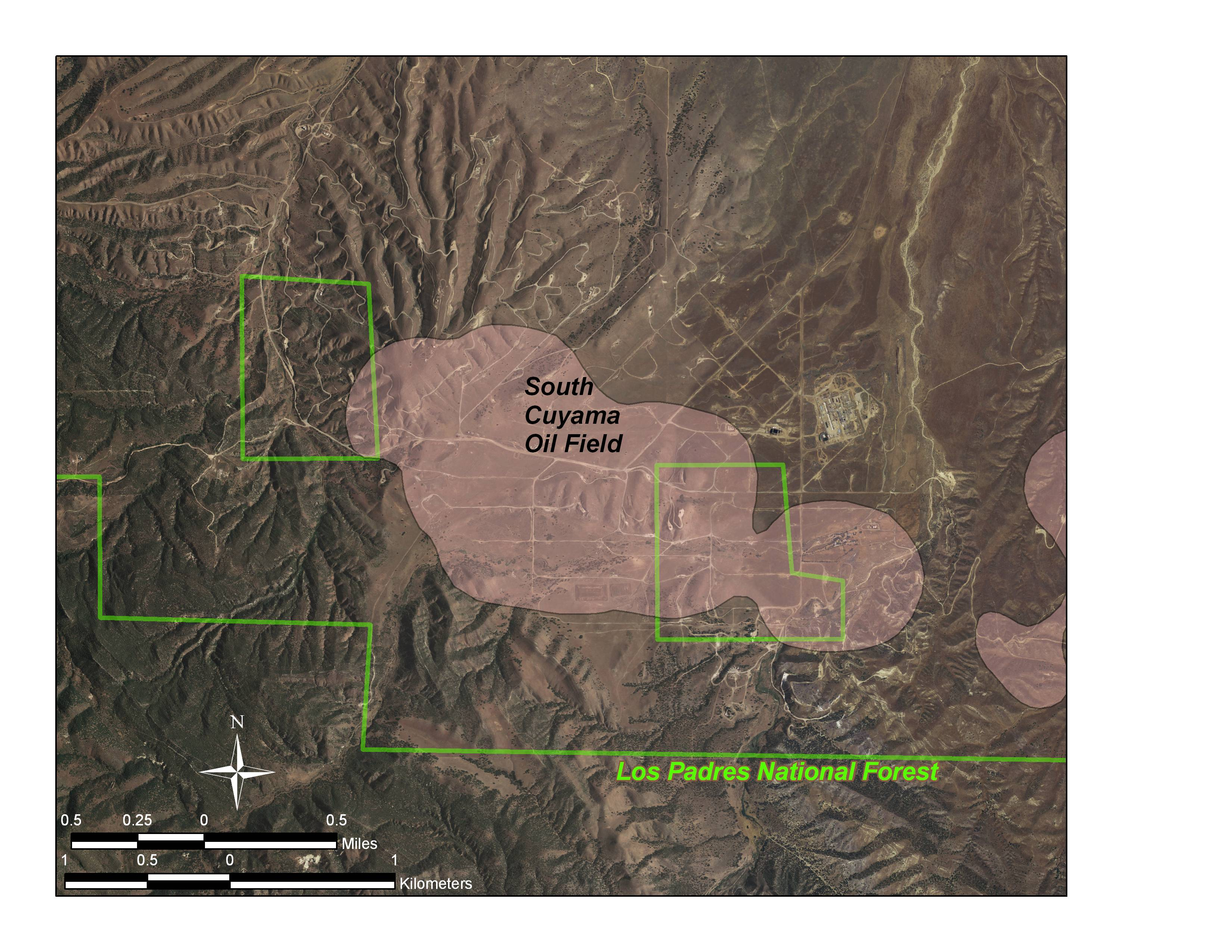
South Cuyama, Luftaufnahme von 2005. Der Los Padres National Forest ist durch grüne Symbole gekennzeichnet; das hellschattierte Gebiet ist der ungefähre Umriss der produktiven Zone des Ölfeldes, obwohl auch außerhalb davon gebohrt wurde, insbesondere nördlich und nordwestlich davon. Die Stadt New Cuyama befindet sich knappe außerhalb des Bildausschnittes im Nordosten und der Kamm der Sierra Madre Mountains liegt außerhalb der Karte im Süden.

Das Ölfeld befindet sich südlich der Stadt New Cuyama in dem Teil des Cuyama Valleys, das sich an die nördlichen Ausläufer der Sierra Madre Mountains schmiegt. Teile des Feldes befinden sich in hügeliegem Terrain und ein Teil liegt innerhalb des Los Padres National Forests. Das Feld ist über die California State Route 166 erreichbar; die Aliso Canyon Road schließt es an die Fernstraße von Nordwesten her an und die Perkins Road verbindet sich mit Route 166 in der Stadt New Cuyama. Foothill Road durchquert das Ölfeld in West-Ost-Richtung und führt zur Santa Barbara Canyon Road und der California State Route 33. Das Gelände liegt zwischen 670 und 910 Meter über dem Meeresspiegel. Der produktiv genutzte Teil des Ölfeldes misst ungefähr acht auf vier Kilometer, wobei die längere Achse von Nordwesten nach Südosten verläuft; die Fläche wird vom DOGGR mit 2650 Acre angegeben, etwa 1000 Hektar.
Das Gebiet ist anfällig für Buschfeuer. 1994 verursachte ein solcher Brand einen Schaden von 76.000 US-Dollar und im Juli 2006 war ein Unfall für den Ausbruch des Perkins Fire verantwortlich. Ein Metallstück hatte Stromleitungen kurzgeschlossen und den Brand ausgelöst, bei dem 15.000 Acre (etwa 6000 Hektar) Land an der Nordseite der Sierra Madre Mountains verbrannten.
Die ursprüngliche Vegetation in der Umgebung der Ölquellen reicht von Grasland über Chaparral bis zu Eichenwäldern. Das Gebiet entwässert über den Bitter Creek, den Branch Canyon Wash und mehrere unbenannte Wasserläufe nach Norden zum Cuyama River.

## Geologie
Das Öl im South-Cuyama-Becken kommt aus zwei primären ölführenden Schichten. Im Miozän entstanden die Vorkommen Dibblee Sand und Colgrove Sand, poröse Einheiten in der Vaqueros-Formation unterhalb der weitgehend undurchlässigen Monterey-Formation. Das sedimentäre Cuyama-Becken ist von mehreren kleineren Verwerfungen durchzogen und die Ölvorkommen befinden sich in einer Serie von stratographischen Kammern, die nach oben durch die undurchlässige Monterey-Formation abgedeckelt sind. Die durchschnittliche Tiefe der Vorkommen beträgt etwa 1250 m unter der Oberfläche und die Mächtigkeit der ölführenden Schicht überschreitet kaum 60 m; im abgetrennten südöstlichen Teil des Ölfeldes, der Colgrove Sand genannt wird, befindet sich die ölführende Schicht 1780 m unter der Oberfläche und ist nicht einmal 15 m mächtig. Das Quellgestein für das South-Cuyama-Öl ist vermutlich der Soda Lake Shale der Vaqueros-Formation.
Oberhalb der gefalteten und gebrochenen Gesteinsschichten aus dem Miozän, zu denen die Monterey-, Branch-Canyon- und Santa-Margarita-Formationen gehören liegt die durch eine Diskordanz abgetrennte 600–750 m starke Morales-Formation, die im Pliozän entstand. Keine dieser oberen Gesteinsschichten ist ölführend, Erdgas wurde aber aus der Santa-Margarita-Formation gefördert.
Das Erdöl aus dem South-Cuyama-Feld hat mit 28–36 einen mittleren bis hohen API-Grad, sodass es sich um ein leichtfließendes Erdöl handelt. Ein kleines Vorkommen im Dibblee Sand im heute verlassen Southeast Area des Feldes hat eine noch höhere Gravität. Die Quelle hier wurde 1975 erschlossen und 1978 nach der Förderung von 48.000 Barell aufgegeben.

## Geschichte
Richfield Oil Co., später ein Teil der Atlantic Richfield Company (ARCO), führte hier im Mai 1949 auf Anraten von  Thomas Dibblee die ersten Versuchsbohrungen durch. Richfield benannte die ölführende Schicht zu seinen Ehren Dibblee Sand. Diese erste Quelle brachte anfänglich 525 Barrel täglich zutage, was für ein Gebiet, das man zuvor als nicht erfolgversprechend abgeschrieben hatte, durchaus beachtlich war. Die Entdeckung von Öl veränderte das damals fast unbewohnte Cuyama Valley, in dem lediglich auf einigen Ranchs Viehzucht betrieben wurde. ARCO baute in den Jahren nach der Entdeckung des Erdölvorkommens die Stadt New Cuyama, um die Ölarbeiter unterzubringen und die entsprechenden Dienstleistungen bereitzustellen.
ARCO war das erste von mehreren Unternehmen, die hier tätig waren. Später waren hier Stream Energy und danach Hallador Petroleum aktiv, die das Ölfeld bis 2005 betrieb. Damals verkaufte das Unternehmen die Förderanlagen an die E&B Natural Resources Management Corporation, durch die die Förderungen aktuell betrieben werden. E&B betreibt eine Erdgasverarbeitungsanlage im Osten des Ölfeldes, wo die komplette geförderte Menge Erdgas umgeschlagen wird.
1951 erreichte die Produktion in South Cuyame ihren Höhepunkt, als nur einige Jahre nach der Entdeckung 14 Millionen Barrel Erdöl aus dem Dibblee- und Colgrove-Vorkommen gepumpt wurden. Seitdem ist die Produktion stetig zurückgegangen. Sie erreichte 1977 noch 820.000, 1987 rund 500.000 Barrel, 1997 noch 390.000 Barrel und im Jahr 2007 nur noch 270.000 Barrel. Ende 2006 waren in dem Gebiet noch 84 Ölquellen in Betrieb.
Da das Erdöl in South Cuyama nicht schwer ist, war keine steam injection notwendig, um die Viskosität zu verringern und die Fließfähigkeit zu verbessern, obwohl Wasser und auch Erdgas sowohl in den Colgrove als auch in den Dibblee Sand eingepumpt wurden.  Zwischen 1956 und 1973 wurde ziemlich erfolgreich Wasser in den Colgrove Sand gepumpt und in der Dibblee-Formation verwendete man ab 1955 Wasser und ab 1964 auch Erdgas. Das Einpumpen von Wasser wird von E&B Resources immer noch als Technologie zur Unterstützung der Ölpumpen genutzt.